# Napoléon-Charles Bonaparte (1839-1899)
Pour les articles homonymes, voir Napoléon-Charles Bonaparte.
Le prince Napoléon Charles Bonaparte, né le 6 février 1839 à Rome où il est également mort le 11 février 1899, est un officier et un prince français, membre de la famille Bonaparte. Petit-fils du prince Lucien Bonaparte, il est prince romain des cités de Canino et de Musignano du 19 novembre 1895 à sa mort le 11 février 1899, après le décès de ses deux frères aînés, tous deux morts sans enfants.

## Famille
Napoléon-Charles Bonaparte est le petit-fils de Lucien, premier frère cadet de l’Empereur, et le fils du prince Charles-Lucien Bonaparte, prince de Canino et de Musignano. Il est aussi le petit-fils de Joseph, frère ainé de Napoléon, par sa mère Zénaïde Bonaparte, ses parents étant cousins.

### Mariage et descendance
Il se marie le 26 novembre 1859, à Rome, avec donna Cristina Ruspoli (25/07/1842 à Rome – 12/02/1907 à Rome), fille du prince Ruspoli di Cerveteri. Le couple a trois filles :
- Zénaïde Eugénie Napoléone Bonaparte (29/09/1860 à Rome – 14/09/1862 à Saint-Cloud), morte en bas âge.
- Marie Léonie Eugénie Bonaparte (10/12/1870 à Rome – 1947 à Rome), mariée (26/11/1891 à Rome) à Enrico Gotti (18/07/1867 à Turin – 06/06/1920), sans postérité.
- Eugénie Laëtitia Barbe Bonaparte (06/09/1872 à Grottaferrata – 01/07/1949 à Paris), mariée (16/11/1898 à Rome) à Léon Napoléon Louis Michel Ney (11/01/1870 à Paris – 21/10/1928 à Paris), duc d'Elchingen, 4e prince de la Moskowa (et arrière-petit-fils du maréchal Michel Ney, et fils du 3e duc d'Elchingen), dont elle se sépare en 1923, sans postérité.

## Biographie

### Officier
Il décide d'engager une carrière militaire sous le Second Empire. Il rejoint l’expédition du Mexique. Le 28 octobre 1863, il est promu au grade de capitaine et le 28 novembre, nommé en remplacement du capitaine Philippe.
Le 1er mai 1864, il est désigné pour prendre le commandement du poste de Puente Texmelucan à 40 km de Puebla. Il y est remplacé par le lieutenant Gabriel de Diesbach-Torny.
Il participe à la Guerre franco-prussienne de 1870 comme chef de bataillon au 41e de ligne mais il est fait prisonnier de guerre à Metz et incarcéré en Allemagne.

### Retour en Italie

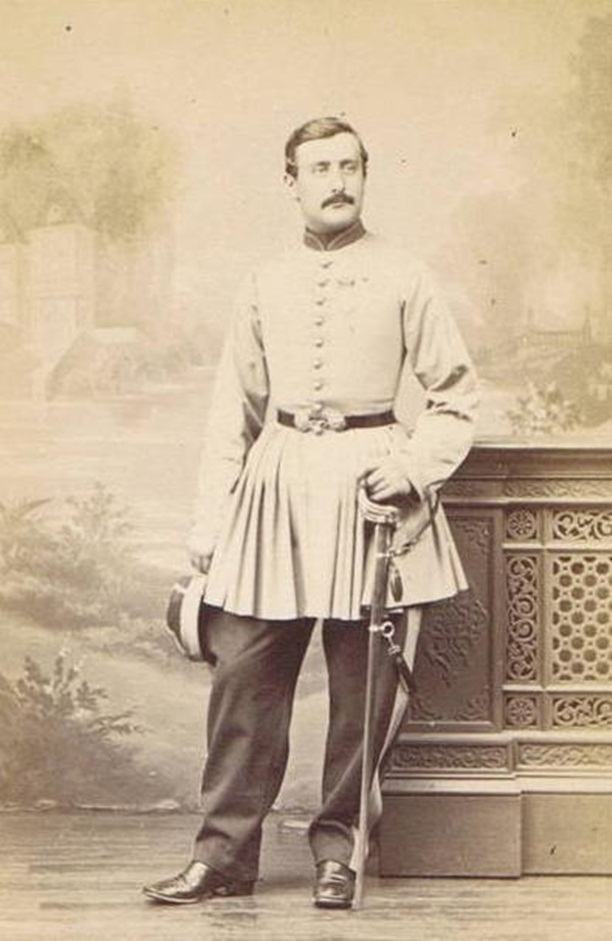
Napoléon-Charles Bonaparte en 1860.

Une fois libéré, Napoléon-Charles retourne vivre à Rome. En 1895, il devient prince de Canino et de Musignano. après la mort de son frère, le prince-cardinal Lucien-Louis, et est confirmé principe romano par le roi d'Italie avec la qualification d'eccellenza (primogéniture) et la reconnaissance de la dignité de nobile romano.
C'est à Rome où il était né que meurt Napoléon-Charles Bonaparte le 11 février 1899. Son titre de prince de Canino revient alors à son cousin, le prince Roland.

## Titres
Comme les autres descendants de Lucien Bonaparte, il fut reconnu prince Bonaparte en France en vertu du statut des membres de la famille impériale adopté par Napoléon III. Cependant, les descendants de Lucien Bonaparte ne prenaient pas place dans l'ordre de succession à l'Empire et n'étaient pas qualifiés de « princes français ». Il avait hérité des titres romains de prince de Canino, de Musignano et Bonaparte, accordés par le pape. En 1860, il fut également reconnu prince par le roi d’Italie.

## Distinctions
- Officier de la Légion d'honneur (31 mai 1871)[2].
- Médaille commémorative de l'expédition du Mexique (1862).